# Kontinuität (Philosophie)
Die Kontinuität (von lat. continuitas, „gleichbedeutend“) bezeichnet einen lückenlosen Zusammenhang, eine Stetigkeit, einen fließenden Übergang, einen durch keine Grenze unterbrochenen Zusammenhang; einen ununterbrochenen, gleichmäßigen Fortgang. Es wird also ausgedrückt, dass sich Prozesse bzw. Veränderungen in der Natur nicht sprunghaft und plötzlich – diskontinuierlich – vollziehen, sondern prinzipiell kontinuierlich bzw. stetig. Sie schließt auch aus, dass etwas ins Nichts verschwindet oder aus dem Nichts entsteht (Energieerhaltungssatz).

## Begriffsgeschichte
Die Eleaten waren Anhänger einer Kontinuität ohne Teilbarkeit. Die Einheitlichkeit des Seins im Sinne des Parmenides von Elea davon inspirierten Paradoxien (Antinomien des Zenon von Elea) setzten die Kontinuität als fundamentalstes theoretisches Konzept voraus. Auch Aristoteles vertrat die Konzeption der Kontinuität.
Gottfried Wilhelm Leibniz übernimmt das Kontinuitätsprinzip von Aristoteles (siehe natura non facit saltus) und formulierte das Gesetz der Kontinuität (lex continui). Das Gesetz der Kontinuität (Gestaltungsgesetz): Reize, die eine Fortsetzung vorangehender Reize zu sein scheinen, werden als zusammengehörig angesehen.
Bei Immanuel Kant kommt in der 2. Antinomie der reinen Vernunft zunächst die Widersprüchlichkeit und Gleichberechtigung für die These der Kontinuität und ihrer Antithese von der Diskontinuität zum Ausdruck. Er weiß beide zu begründen, tendiert aber schließlich dazu, die für die Zusammensetzung der Substanz formulierte Antinomie nach der Kontinuität aufzulösen.  Kontinuierliche Größen sind bei Kant Raum und Zeit, was somit alle Erscheinungen einschließt.
Georg Wilhelm Friedrich Hegel kritisierte Kant in dieser Frage. Er betonte, dass beide Bestimmungen nur in ihrer Einheit wahr sind. Während Hegel aber Kontinuität als wesentliche Charakteristik von Raum und Zeit ansah, ist für ihn die Diskontinuität nur die abstrakte Negation der Kontinuität. Hegel betrachtet die Quantität als „ununterbrochene Kontinuität“; da sie aber auch das Eins enthalte, sei ihr auch das Moment der Diskretion zuzurechnen.
Aus Sicht der materialistischen Dialektik ist die Kontinuität ein wesentliches Merkmal der Existenz, Bewegung und Entwicklung der Materie. Sie findet ihren Ausdruck in dem durchgängigen universellen Zusammenhang aller Materie- und Bewegungsformen, aber auch im wechselseitigen Zusammenhang und der gegenseitigen Bedingtheit der Elemente oder Zustände eines einzelnen Objekts oder Prozesses.